# Teraucsi Maszatake
Gróf Teraucsi Maszatake (寺内 正毅; Hepburn: Terauchi Masatake) marsall (1852. február 5. – 1919. november 3.) a Japán Császári Hadsereg marsallja, illetve Japán 18. miniszterelnöke volt 1916. október 9. és 1918. szeptember 29. között.

## Élete
A Nagato prefektúrában található Jamagucsi városban született, apja a Hagi-családhoz tartozó szamuráj volt. Az újonnan alakult Japán Császári Hadsereg tagjaként a Tokugava shogun ellen harcolt, főhadnagyi rangban. A Szacuma-felkelés során 1877-ben súlyosan megsebesült, jobb karját elvesztette, de ez sem akadályozta meg katonai karrierjét.
Felépülése után Franciaországba küldték katonai attaséként és a francia haderő felépítését, működését tanulmányozta. 1882-ben hazatért és számos fontos katonai posztra nevezték ki. 1898-ban lett a császári hadsereg kiképzésért felelős főintendánsa, amely akkoriban a három legfontosabb katonai tisztség egyike volt Japánban. 1901-ben kinevezték hadügyminiszterré és minisztersége alatt vivták meg a japán győzelemmel végződött 1904-1905-ös orosz-japán háborút. A győzelemre való tekintettel nemesi cimet kapott a császártól, előbb dansaku (báró), majd 1911-ben a hakusaku (gróf) cimet kapta.
1910-ben nevezték ki Korea helytartójának, miután elődjét, Ito Hirobumi kormányzót meggyilkolták. 1910-ben Japán hivatalosan is annektálta Koreát és Teraucsi lett az első japán kormányzó.
Korea hozzácsatolása Japánhoz, illetve a megszálló kormányzat intézkedései rendkívül népszerűtlenek voltak a koreai lakosság körében és Teraucsi csak a japán katonaság bevetésével tudta fenntartani a rendet. Teraucsi felhasználta a Japán és Korea között évszázadokra visszanyúló kulturális (gyakorlatilag a japán történelemírás előtti időkre, a Kr. u. 400-500-as évek), politikai és történelmi szálakat, hogy elősegítse Korea integrálódását a japán birodalomba. Irányításával iskolák ezreit építették Korea-szerte. Az iskolák lényegesen hozzájárultak a helyi oktatás fejlesztéséhez, az írás-olvasás elterjesztéséhez, de a tananyagot japán nyelven oktatták, hogy a helyi lakosokat a japán császár engedelmes alattvalóinak neveljék.
Teraucsi más, nemes célú intézkedéseket is hozott, amelyeknek azonban nem kívánt következményei voltak. Az egyik ilyen intézkedése a földreform volt, amelyre amúgy nagy szükség lett volna. Koreában a termőföld tulajdonlása rendkivül bonyolult rendszer volt, a legtöbb földtulajdonos nem saját maga művelte meg a földet, viszont a bérlők, illetve a kistulajdonosok egy része csak hagyományos, „szóbeli” szerződés alapján volt jogosult a földre. Teraucsi létrehozott egy földhivatalt, amely csakis irásos dokumentumok (szerződések, birtokkönyvek stb.) alapján rendezte a földkérdést, ennek eredményeként rengeteg (elsősorban alacsony származású) kisbirtokost, bérlőt kisemmiztek. A kormány rengeteg, gazda nélkül maradt földet sajátitott ki, amit japán ingatlanfejlesztőknek adott el.
1916-ban Teraucsit kinevezték Japán 18.-ik miniszterelnökévé, majd még ebben az évben kinevezték marsallá. Kormányában szinte csak technokraták kaptak helyet, mivel nem bízott meg a polgári politikusokban. Kormányzati ideje alatt a miniszterelnöki tiszt mellett ő volt a külügyminiszter és a pénzügyminiszter is.
Az első világháború ideje alatt agresszív külpolitikát folytatott, a japán befolyás erősítése érdekében kölcsönöket adott a kinai Duan Qirui hadúrnak, illetve szerződésben ismertette el Japán előjogait Kínában. A Nagy-Britanniával kötött megállapodás értelmében Japán hadihajókat küldött a Csendes-óceán déli részére, az Indiai-óceánra és a Földközi-tenger térségébe, illetve elfoglalta a csendes-óceáni német gyarmatokat. A világháború befejezése után Japán is csatlakozott a szövetségesekhez, akik beavatkoztak az orosz polgárháborúba és csapatokat küldött Szibériába az ottani „fehéroroszok” támogatására.
A háborús nehézségek, illetve a gazdasági problémák miatt 1918-ban a rizs ára nagyon megemelkedett, ami országszerte zendüléseket okozott. 1918. szeptember 29-én a rizslázadások miatt lemondott tisztségéről és a rákövetkező évben meghalt.
Fia, Teraucsi Hiszaicsi, szintén a Császári Japán Hadsereg tábornoka volt, a második világháború alatt a japán Déli Expedíciós Erők parancsnoki tisztségét töltötte be.